# Pugno d'Acciaio
Pugno d'Acciaio (in inglese Iron Fist, "Pugno di ferro"), il cui vero nome è Daniel Thomas "Danny" Rand-K'ai, è un personaggio dei fumetti statunitensi creato da Roy Thomas (testi) e Gil Kane (disegni), pubblicato dalla Marvel Comics. La sua prima apparizione avviene in Marvel Premiere (vol. 1) n. 15 (maggio 1974). Da alcuni anni al personaggio è stato ripristinato il nome originale anche nelle edizioni italiane.
Esperto di arti marziali detentore della forza mistica chiamata "Iron Fist", che gli consente di concentrare il ki nelle mani chiudendole a pugno, Danny Rand è il protettore della leggendaria città di K'un L'un e l'ultimo di una lunga serie di guerrieri insigniti del potere e del titolo di Iron Fist. Frequente collaboratore di Luke Cage, nel corso della sua vita editoriale il personaggio è stato membro di vari gruppi di supereroi.
Nella classifica stilata nel 2011 da Wizard si è posizionato al 195º posto come più grande eroe della storia dei fumetti, mentre in quella di IGN ha conquistato la 68ª posizione, dopo Henry Pym e prima di Scott Pilgrim.

## Storia editoriale
Creato, esattamente come Shang-Chi, sull'onda del successo avuto in quell'epoca dai film di arti marziali, il personaggio ha esordito su Marvel Premiere (vol. 1) n. 15, del maggio 1974, a opera di Roy Thomas e Gil Kane. Stando a quanto rivelato in un'intervista da Thomas, per le origini e la concezione di Pugno d'Acciaio la principale fonte di ispirazione è stata Amazing-Man, personaggio creato nel 1949 da Bill Everett per la Centaur Publications, dichiarando inoltre di aver: «iniziato "Iron Fist", perché avevo visto il mio primo film di kung fu, prima ancora che ne uscisse uno di Bruce Lee, e c'era una cosa chiamata 'la cerimonia del Pugno d'Acciaio'. Ho pensato che fosse un buon nome, avevamo già Master of Kung Fu in corso, ma ho pensato, 'Forse un supereroe chiamato Iron Fist, anche se abbiamo già Iron Man, sarebbe una buona idea.' All'editore Stan Lee è piaciuto il nome, così ho preso Gil che ha portato le sue influenze di Amazing Man, e abbiamo progettato il personaggio insieme...». Il film menzionato da Thomas è Cinque dita di violenza (1972), che presenta la tecnica del Pugno d'Acciaio'.
Dopo il suo debutto Pugno d'Acciaio ha continuato ad apparire su Marvel Premiere per un ciclo di dieci numeri scritti da Len Wein, Doug Moench, Tony Isabella e Chris Claremont ed illustrati da Larry Hama, Arvell Jones e Pat Broderick, per poi ottenere una testata omonima di 15 numeri (novembre 1975–settembre 1977) comparendo contemporaneamente in Deadly Hands of Kung-fu n. 10 e 15, rispettivamente di marzo e agosto 1975, ed in Marvel Team-Up n. 63-64 (novembre-dicembre 1977). Col calo di popolarità del genere di arti marziali nella seconda metà degli anni settanta tuttavia, la serie Iron Fist subisce una notevole diminuzione delle vendite; stessa sorte tocca a Luke Cage, altro supereroe dalla popolarità derivante dai film di genere, in questo caso i film di Blaxploitation. Su un'idea del redattore Archie Goodwin e dello sceneggiatore Chris Claremont si decide di introdurre Pugno d'Acciaio nella serie Power Man, incentrandola sul team-up dei due personaggi e ribattezzandola Power Man and Iron Fist dal numero 50 (aprile 1978), sebbene il nuovo titolo venga ufficialmente modificato nei crediti solo a partire dal numero 67 (febbraio 1981). Tale manovra si rivela di discreto successo e la testata dedicata al duo si protrae per altri otto anni chiudendo col numero 125, nel settembre 1986. All'ultimo sceneggiatore della serie, James Owsley, va inoltre attribuita la controversa morte di Pugno d'Acciaio nell'ultimo numero, che egli stesso ha commentato dicendo: «La morte di Pugno era insensata, scioccante e completamente imprevista. Ha di netto fatto presa sulle teste dei lettori. E, tutt'oggi, ci sono persone arrabbiate per questo. Dimenticando, a quanto pare, che (a) si suppone che avrebbero dovuto essere arrabbiati, che la morte è insensata e la morte di Pugno doveva essere insensata, o che (b) si tratta di un fumetto».
Negli anni novanta Pugno d'Acciaio viene resuscitato, letteralmente ed editorialmente, in un ciclo di storie edito su Namor the Sub-Mariner n. 21-25 (dicembre 1991-aprile 1992) ad opera di John Byrne, per poi apparire sporadicamente nell'antologia Marvel Comics Presents ed in due differenti miniserie, Iron Fist (vol. 2) scritta da James Felder e disegnata da Robert Brown per la durata di due numeri (settembre-ottobre 1996) e Iron Fist (vol. 3) scritta da Dan Jurgens e disegnata da Jackson Guice per la durata di tre numeri (luglio-settembre 1998). Da luglio 1997 a gennaio 1999 il personaggio è stato protagonista della serie Heroes for Hire, durata 19 volumi e incentrara sulle vicende della prima formazione degli Eroi in vendita, dopodiché ha ricoperto il ruolo di coprotagonista della miniserie in quattro parti Iron Fist: Wolverine (novembre 2000-febbraio 2001) e, dal 2002, è apparso in alcuni numeri di Black Panther e Daredevil.
Il quarto volume dedicato al personaggio è stato pubblicato tra maggio e ottobre 2004 per la durata di sei numeri sceneggiati da Jim Mullaney coi disegni di Kevin Lau, tra gennaio 2007 e agosto 2009 viene invece pubblicata The Immortal Iron Fist ad opera di Ed Brubaker, Matt Fraction, David Aja e Duane Swierczynski. Dopo essere stato uno dei protagonisti della testata New Avengers (agosto 2010-gennaio 2013) il personaggio ha ottenuto una nuova testata autonoma Iron Fist: The Living Weapon (giugno 2014-luglio 2015) interamente scritta e disegnata da Kaare Andrews sotto l'iniziativa editoriale Marvel NOW!.

## Biografia del personaggio

### Origini
Nato a New York dal magnate dell'imprenditoria Wendell Rand e da sua moglie Heather, Danny, compiuti i nove anni, parte per una spedizione in Tibet assieme ai genitori e al loro socio in affari Harold Meachum alla ricerca della mistica città di K'un-L'un, luogo accessibile una volta ogni decade dove suo padre ha trascorso la fanciullezza venendo adottato dal sovrano locale, Lord Tuan, trovandosi però poi costretto a lasciarla per una serie di intrighi e giochi di potere. Durante la scalata dell'Himalaya tuttavia, Meachum uccide Wendell facendolo precipitare per avere campo libero con Heather, di cui è sempre stato innamorato; la donna però lo respinge e fugge assieme al figlio venendo, pochi istanti dopo, sbranata da un branco di lupi ma riuscendo a mettere in salvo Danny che, rimasto solo tra i monti, viene miracolosamente trovato da una pattuglia di arcieri di K'un-L'un e condotto a cospetto del nuovo sovrano, Yu-Ti il Signore della Montagna di Giada, figlio di Lord Tuan e fratello adottivo di Wendell che, realizzando il suo desiderio di vendetta, gli offre asilo incaricando Lei Kung il Tonante di fargli da mentore insegnandogli le peculiari arti marziali praticate nella città mistica.
Col tempo, Danny rafforza i suoi pugni immergendoli in sacchi di sabbia, ghiaia e roccia per indurirli divenendo il miglior allievo mai avuto da Lei Kung e ricevendo, a diciannove anni, la possibilità di compiere il più importante rito mistico di K'un-L'un: affrontare il drago Shou-Lao l'Immortale. Una volta abbattuta la creatura, Danny si vede comparire sul petto un tatuaggio a forma di dragone e ottiene il diritto di immergere le mani nel braciere che contiene il cuore dell'essere ricevendo il potere del Pugno d'Acciaio; in seguito declina la possibilità di ottenere la vita eterna rimanendo per sempre nella città mistica e sceglie di fare ritorno a New York per vendicarsi dell'assassino di suo padre.
Assunto il nome di battaglia di "Pugno d'Acciaio", il giovane si avventura per la metropoli alla ricerca di Meachum ma, una volta trovatosi di fronte all'uomo, ormai vecchio e storpio, viene assalito dalla pietà e abbandona i suoi intenti vendicativi, sebbene successivamente l'anziano miliardario venga comunque ucciso da un ninja nemico portando sua figlia Joy ad accusare Pugno d'Acciaio, che riesce a provare la sua innocenza solo diverso tempo dopo. Libero da ogni desiderio di vendetta, Danny decide di mettere le proprie abilità al servizio del bene, diventando un supereroe aiutato dalle Figlie del Drago Colleen Wing e Misty Knight, con la quale inizia un'altalenante relazione sentimentale, nonché dall'avvocato Jeryn Hogarth, che lo aiuta a riassumere il controllo della sua metà della società di famiglia.
I principali avversari affrontati da Pugno d'Acciaio nelle sue prime avventure sono Master Khan, Sabretooth e il Serpente d'Acciaio.

### Eroi in vendita
Qualche tempo dopo un criminale prende in ostaggio il dottor Burstein e Claire Temple di modo da costringere Luke Cage, con l'ulteriore incentivo di fornire alle autorità le prove della sua innocenza, a rapire la detective Misty Knight, cosa che lo porta a scontrarsi con Pugno d'Acciaio il quale, dopo le iniziali divergenze, decide di aiutarlo a liberare i suoi amici, sconfiggere il criminale e recuperare le prove così che Cage riesca finalmente a ripulire la sua fedina penale. Dopo tale collaborazione, i due decidono di diventare soci dando vita, nonostante le numerose divergenze, a uno dei sodalizi più solidi tra gli eroi Marvel, tanto da considerarsi entrambi come fratelli.
Durante questo periodo Danny diviene l'amministratore delegato della società di famiglia, la Rand-Meachum, Inc; divenendo milionario ma continuando comunque a lavorare al fianco di Cage nei panni di Pugno d'Acciaio finché scopre d'essere malato terminale di cancro e la malvagia multinazionale nota come Consolidated Conglomerates Inc., orchestra la sua apparente morte incriminando il suo socio e migliore amico che, furioso e disperato è costretto a darsi nuovamente alla vita del fuggitivo.
Tempo dopo si scopre però che a venire ucciso è stato in realtà un doppelgänger creato dagli esseri extra-dimensionali noti come H'ylthri, mentre il vero Pugno d'Acciaio è stato rapito da Master Khan e messo in animazione sospesa nella città di K'un-L'un, dove riesce a curarsi dal cancro grazie al proprio ki venendo successivamente liberato da Namor il quale, attraverso la sua società, la Oracle Corporation, aiuta poi Danny e il riabilitato Cage a formare il poco longevo gruppo degli Eroi in vendita.
In seguito Pugno d'Acciaio perde i suoi poteri in favore del giovane leader della Mano Junzo Muto e assume brevemente la carica di guardiano di un branco di draghi sfollati a Tokyo prima che Chiantang, il Drago Nero, ripristini i suoi poteri per poi controllarlo mentalmente spingendolo a scontrarsi con Pantera Nera, che tuttavia riesce a liberarlo dall'influenza della creatura.
Pugno d'Acciaio ha in seguito uno scontro con la sorellastra perduta Miranda Rand-K'ai (Death Sting).

### Civil War
Nel momento in cui la vera identità di Devil viene resa pubblica dalle macchinazioni di Kingpin, Pugno d'Acciaio accetta di vestire temporaneamente i panni del "Diavolo di Hell's Kitchen" per depistare i media convincendoli che Matt Murdock non è il vigilante. Allo scoppio della guerra civile dei superumani, sempre con l'identità di Devil, Danny si schiera con la fazione anti-registrazione venendo arrestato dalle unità caccia-maschere di Iron Man e imprigionato nella Zona Negativa, salvo poi venire liberato in occasione dello scontro finale tra le due fazioni e, dopo l'arresto di Capitan America, decidere di non arrendersi alla registrazione rimanendo in clandestinità ed unendosi ai Nuovi Vendicatori capeggiati da Luke Cage.
Contemporaneamente, grazie ad un cavillo tecnico fornito da Hogarth con riferimento alla leggenda metropolitana che vuole i più grandi maestri di arti marziali registrati presso le autorità competenti in qualità di "armi letali", Danny diviene immune all'arresto poiché già registrato non come superumano, ma come imbattuto esperto di arti marziali.

### L'immortale Iron Fist
Danny viene successivamente avvicinato da Orson Randall, il Pugno d'Acciaio della generazione precedente, che lo aiuta ad affrontare il redivivo Serpente d'acciaio morendo nello scontro ma donando il suo chi al giovane successore così da incrementarne il potere e prepararlo all'imminente torneo delle Sette Capitali del Paradiso, una prestigiosa sfida svolta ogni ottantotto anni tra i campioni di arti marziali, detti "Armi Immortali", di ciascuna delle suddette capitali, tra cui K'un-L'un, per determinare la posizione delle città nel flusso temporale celeste; tuttavia, scoperto il decadimento e la corruzione morale dei regnanti delle Sette Capitali, Pugno d'Acciaio, il suo maestro Lei Kung, la figlia di Orson Randall e tutte le altre Armi Immortali si alleano dando luogo a una rivoluzione e respingendo un massiccio attacco dell'Hydra.
Una volta fatto ritorno a New York, Danny decide di dedicarsi ad attività filantropiche trasformando la sua società in un'associazione no profit ma, il giorno del suo trentatreesimo compleanno, scopre che tutti i suoi predecessori sono morti a quella stessa età per mano del Zhou Cheng, servo di Ch'i-Lin, un demone centenario nato appositamente come nemesi della stirpe dei Pugno d'Acciaio che, tuttavia, egli riesce a sconfiggere mettendo fine alla suddetta maledizione.
Pugno d'Acciaio e le altre Armi Immortali si avventurano poi nell'Ottava Città del Paradiso, una brutale prigione governata dal crudele Changming, ovvero il primo Pugno d'Acciaio, decaduto e desideroso di vendetta nei confronti di K'un-L'un, che reputa essere divenuta troppo corrotta. Scongiurato il pericolo e fatto ritorno sulla Terra, Danny scopre che nel frattempo la sua società è fallita e decide dunque di dedicarsi a tempo pieno all'attività di insegnante di arti marziali in un dojo precedentemente aperto ad Harlem.

### Assedio e Fear Itself
Successivamente all'assedio di Asgard Pugno d'Acciaio si riunisce ai Nuovi Vendicatori di Cage mentre, nel corso del periodo della paura, si reca a Pechino insieme alle altre Armi Immortali per evitare che le porte dell'Ottava Città del Paradiso si aprano liberando sulla Terra i demoni contenutivi finendo però sotto il controllo mentale di Agamotto, da cui viene liberato solo grazie all'intervento di War Machine.
Durante la guerra tra Vendicatori e X-Men, Danny porta Hope Summers a K'un-L'un affinché sia addestrata per sconfiggere la Fenice, apprendendo inoltre il ruolo che quest'ultima ha ricoperto nella storia degli Iron Fist. Prenderà inoltre parte alla battaglia finale contro i cinque della Fenice.
Diverso tempo dopo, Pugno d'Acciaio fa ritorno a K'un-L'un trovandola completamente distrutta da un colpo di Stato orchestrato dal Serpente d'acciaio e dal guerriero Shu-Hu, intenzionati ad assaltare anche New York tuttavia, dopo aver affrontato i due, Pugno d'Acciaio si trova a dover affrontare Zhu-Kong, Dio del Fuoco e dell'Ordine Universale, che riesce a sconfiggere concentrando il ki del suo pentito avversario morente e di tutti i defunti cittadini di K'un-L'un.

### Nuovissimo Universo Marvel
In seguito alla distruzione e rinascita del multiverso Pugno d'Acciaio e Luke Cage tornano a lavorare insieme ricostituiscono il duo originario degli Eroi in vendita per affrontare Black Mariah e la loro ex-alleata White Jennie.

## Poteri e abilità
In qualità di "Arma vivente", Pugno d'Acciaio è il maggior esperto di arti marziali del pianeta: è stato addestrato sia in tutte le tecniche di combattimento corpo a corpo esistenti sulla Terra che nelle peculiari discipline marziali di K'un-L'un ed è pertanto classificato come "arma letale" dal governo statunitense; inoltre è in grado di evocare e manipolare a piacimento il proprio ki (氣) servendosene per aumentare le sue capacità fisiche fino a livelli sovrumani. Il controllo esercitato sul ki permette inoltre a Danny di percepire le energie vitali di chiunque, guarire se stesso o eventualmente gli altri e interagire con le menti altrui creando legami psichici alla stregua della telepatia.
Avendo ucciso il drago Shou-Lao l'Immortale e avendo immerso le mani nel braciere contenente il cuore della creatura, Danny ha ottenuto l'eponimo "Pugno d'Acciaio", ovvero la capacità mistica di concentrare tutto il suo ki nel pugno chiuso attribuendogli una potenza tale da poter frantumare pareti di granito o titanio. Nonostante inizialmente tale capacità si limitasse alla sola mano del giovane, dopo l'incontro con Orson Randall ha acquisito la capacità di trasmettere il suo ki anche agli oggetti che impugna, come ad esempio spade o pistole, dandogli così la stessa potenza del suo pugno.
Negli anni ha inoltre appreso il potere del "Pugno Ipnotico", ossia la capacità di piegare la volontà altrui alla propria agitando la mano davanti alla vittima, e del "Pugno Infernale", durante il quale il corpo diviene incandescente e la sua energia aumenta al massimo permettendogli di sferrare una raffica di pugni incandescenti, definiti "demoniaci".

## Altre versioni

### Exiles
Sulla testata Exiles ha fatto la sua apparizione una versione alternativa di Pugno d'Acciaio proveniente dalla Terra-8545 e chiamato Power Fist, tale versione oltre a essere un'unione tra Danny e Luke Cage è il leader dei Vendicatori del suo mondo. Accompagna gli Exiles nella realtà dei Vi-Locks e, in seguito, si trasferisce nella dimensione di Quentin Quire.

### House of M
Nella realtà di House of M, Danny Rand è membro del movimento di resistenza umano guidato da Luke Cage e si batte per i diritti dei non mutanti assieme a Tigra, Felicia Hardy, Misty Knight, Marc Spector, Clint Barton, Shang Chi e Angela del Toro; dato il loro impegno nel vendicare i torti subiti a opera dei mutanti, la comunità umana li definisce "Vendicatori".

### Marvel contro DC
Nel crossover Marvel contro DC, Pugno d'Acciaio affronta in duello Nightwing (Dick Grayson) venendo sconfitto.

### Marvel Zombi
Nell'universo di Marvel Zombi, Pugno d'Acciaio è uno dei pochi a non essere infettato dal virus zombie e, grazie ai suoi poteri taumaturgici, risulta perfino immune al morso delle creature, tuttavia viene infine ucciso dalla versione zombieficata di Wolverine.

### MC2
Nel futuro alternativo di MC2, Danny ha infine sposato Misty Knight, la quale è tuttavia morta di cancro qualche anno dopo, spingendolo a ritirarsi dalla vita del supereroe e a divenire un istruttore di arti marziali.

### Ultimate
Nell'universo Ultimate Danny Rand è un esperto di arti marziali che assiste Shang-Chi, Spider-Man, Moon Knight e Devil in varie occasioni. Nella suddetta versione il personaggio conserva il costume giallo e verde e il tatuaggio del drago sul petto, ma non ha la maschera ed è sposato con Colleen Wing, assieme alla quale ha una figlia.

### Terra 13584
Sulla realtà alternativa di Terra 13584, Pugno d'Acciaio è un membro della gang dell'Uomo Ragno.

## Altri media

### Cinema
- Nel 2000 i Marvel Studios e la Artisan Entertainment annunciano l'intenzione di co-produrre un film sul personaggio[69] con Ray Park nel ruolo del protagonista, John Turman in qualità di sceneggiatore[70][71] e Kirk Wong alla regia,[72] che tuttavia abbandona il progetto nell'aprile 2002[73] portando la data di rilascio a venire più volte rimandata[74][75][76] venendo poi completamente accantonato nel 2007 per conflitti di distribuzione.[77] Nel 2009 i Marvel Studios hanno menzionato Iron Fist come uno tra i possibili futuri adattamenti cinematografici[78] e il 25 agosto 2010 viene confermata la stesura di una sceneggiatura per un film sul personaggio ad opera di Rich Wilkes.[79] Il progetto è stato poi abbandonato a favore della serie televisiva.

### Marvel Cinematic Universe
Danny Rand / Iron First, compare all'interno del Marvel Cinematic Universe (MCU), interpretato da Finn Jones e doppiato da Davide Perino.
- Iron Fist è il protagonista dell'omonima serie televisiva del 2017.
- Inoltre il personaggio è comparso come uno dei protagonisti nella miniserie televisiva The Defenders (2017), assieme a Daredevil, Jessica Jones e Luke Cage.[82]
- Una variante alternativa di Kwai Jun-Fan, alias Iron Fist, compare anche nella terza e ultima stagione della prima serie animata dell'MCU What If...? (2021).
- Jorani, alias Iron Fist, compare nella quarta serie animata dell'MCU Eyes of Wakanda (2025).

### Televisione
- Pugno d'Acciaio compare nella serie animata Super Hero Squad Show assieme a Luke Cage e Misty Knight.
- Iron First (doppiato da Loren Lester) ha un ruolo centrale nell'episodio 5 della seconda stagione della serie Avengers - I più potenti eroi della Terra del 2012, dove viene reclutato da Hank Pym per recuperare la sua tuta di Ant-Man da Crossfire. Il personaggio poi riappare negli episodi Calabrone, I nuovi Vendicatori e nel finale Vendicatori, Adunata .
- Iron Fist è uno dei personaggi principali delle prime stagioni della serie animata Ultimate Spider-Man[83] andata in onda dal 2012 al 2016 su DisneyXD, doppiato in originale da Greg Cipes[84] e da Alessio Nissolino nell'adattamento italiano (dove viene chiamato con il nome originale Iron Fist).
 In tale versione "Danny" Rand è un ragazzino adolescente membro della squadra di giovani supereroi monitorati dallo S.H.I.E.L.D. assieme a Spider-Man, White Tiger/Ava Alaya, Power Man (di cui è il migliore amico) e Nova. Il personaggio è vegetariano, abile in diverse arti marziali e con l'hobby della meditazione, e pur essendo nato in una famiglia benestante ha deciso di rinunciare a ereditare ai suoi diritti sull'azienda del padre (la Rand Corp) per vivere una vita semplice con i suoi amici. Si è unito allo SHIELD dopo aver terminato il suo addestramento a K'un Lun per migliorare le sue abilità e vedere il mondo. Nel primo episodio della mini saga Ritorno allo Spider-universo, Danny accompagna Spider-Man e Kid Arachnid (Miles Morales) a K'un L'un, in modo che Nick Fury e Madame Web possano inviarli a recuperare i frammenti del Siege Perilous dispersi fra le varie dimensioni. Nello stesso episodio appare una versione vampira di Danny, che viene poi curata da Peter e Miles. Nella terza parte dell'episodio Gli Spider-Killer, Danny combatte le suddette creazioni di Octopus insieme a Squirell Girl, prima che Kaine assorbi la loro energia vitale. Nel doppio episodio finale Il giorno del diploma Danny collabora insieme a Peter e ai vecchi membri della sua squadra per proteggere zia May combattento contro Scorpion e Crossbone (divenuto il nuovo Lizard).
- Greg Cipes riprende il suo ruolo nella quarta stagione della serie animata Avangers: Assemble (rinominata Avangers: Secret Wars), dove Iron Fist viene prelevato da K'Un L'Un da parte dell'Arcano (Beyonder). Quando Black Panter e Falcon decidono di reclamare la spada di Heimdall, Iron Fist si oppone in quanto l'arma tiene prigioniero Dracula. Una volta che il vampiro viene sconfitto, Danny decide di tenerlo d'occhio in modo che rimanga lontano dal Battleworld.
- Nella miniserie a cartoni animati LEGO Marvel Super Heroes: Maximum Overload Iron Fist è uno dei personaggi principali.
- Iron Fist compare nell'anime Disk Wars: Avengers.
- Iron Fist compare anche nell'anime Future Avengers.

### Videogiochi
- Pugno d'Acciaio è un personaggio non giocabile del videogioco Spider-Man and Venom: Maximum Carnage.
- Pugno d'Acciaio ha un breve cameo in The Amazing Spider-Man: Lethal Foes, distribuito solo in Giappone.
- Pugno d'Acciaio è un personaggio giocabile in Spider-Man: Amici o nemici.
- Pugno d'Acciaio è un personaggio giocabile in Marvel: La Grande Alleanza 2.
- Pugno d'Acciaio è un personaggio giocabile in Ultimate Marvel vs. Capcom 3.
- Pugno d'Acciaio è un personaggio giocabile in Marvel: Avengers Alliance.
- Pugno d'Acciaio è un personaggio sbloccabile tramite download in LittleBigPlanet.
- Pugno d'Acciaio è presente nel MMORPG Marvel Heroes.
- Pugno d'Acciaio è un personaggio assemblabile e giocabile in LEGO Marvel Super Heroes, LEGO Marvel's Avengers e LEGO Marvel Super Heroes 2.
- Pugno d'Acciaio è un personaggio di supporto in Disney Infinity 2.0: Marvel Super Heroes.
- Pugno d'Acciaio è un personaggio giocabile in Marvel: Sfida dei campioni, con due differenti skin.
- Pugno d'Acciaio è un personaggio giocabile in Marvel Future Fight.
- Pugno d'Acciaio è un personaggio giocabile in Marvel: La Grande Alleanza 3: L'Ordine Nero.

## Raccolte originali
- Power Man and the Iron Fist Vol.2: Civil War TPB, David F.Walker (testi), Flaviano Armentario-Sandford Greene-Scott Hepburn (disegni), raccoglie gli albi Power Man and Iron Fist (2016) nn. 6-9 e Sweet Christmas Annual n. 1, edizione trade paperback, 120pp., marzo 2017, ISBN 978-1-302-90115-8
- The Deadly Hands of Kung Fu Omnibus Vol.2 HC, AA.VV. (testi e disegni), raccoglie gli albi The Deadly Hands of Kung Fu nn. 19-33 e materiale da Bizarre Adventures n. 25, edizione cartonata, 1000 pp., giugno 2017, ISBN 978-1-302-90134-9